# Circuito Vasco Sameiro
Der Circuito Vasco Sameiro (auch bekannt als Rennstrecke von Braga) ist eine Motorsport-Rennstrecke für Motorsport-Aktivitäten. Die Rennstrecke liegt 6 km nördlich von Braga, Portugal.

## Geschichte

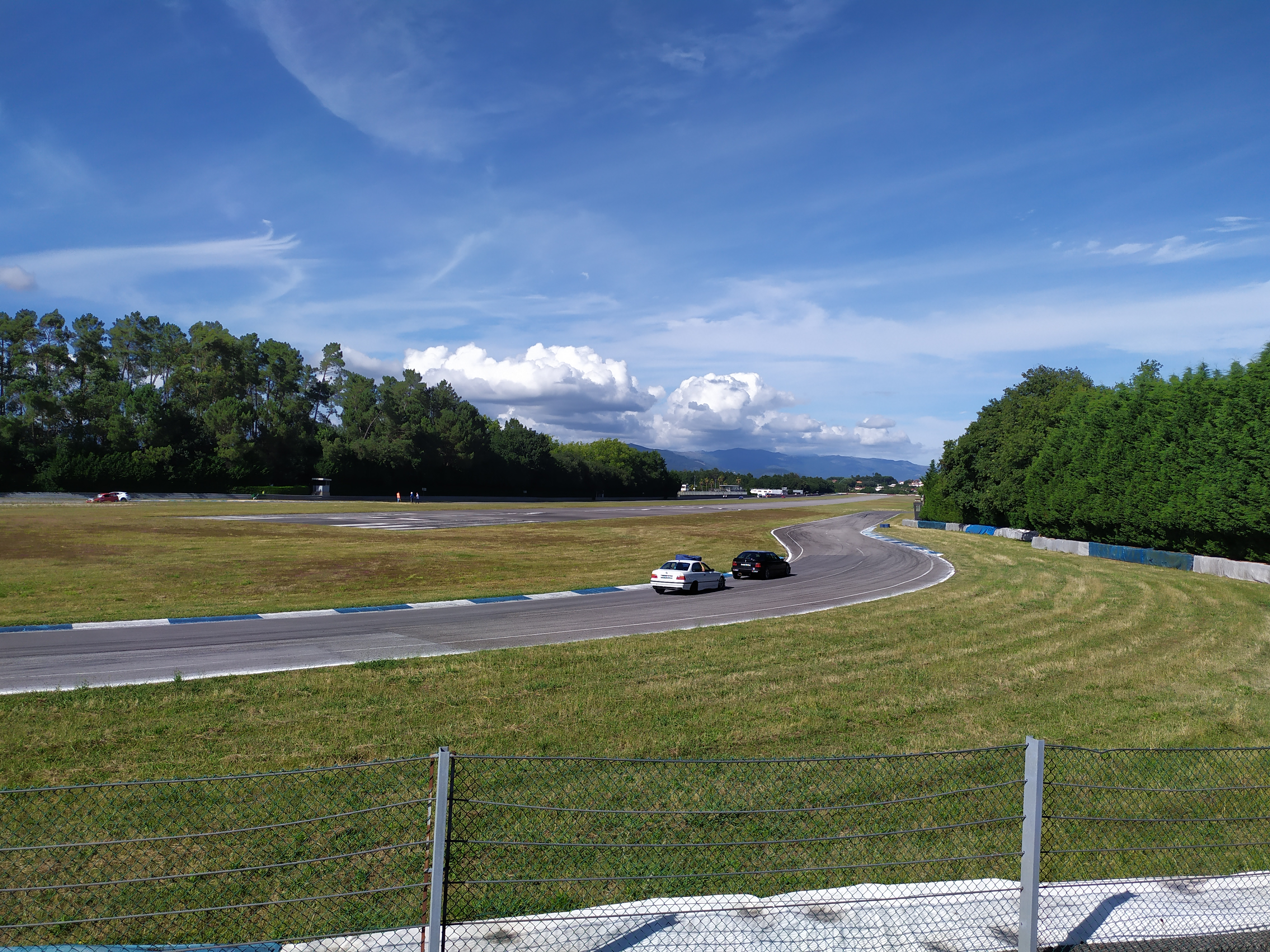
Circuito Vasco Sameiro – Ausgang Turn 3

Der Circuito de Velocidade Vasco Sameiro in Braga ist die Heimat des Clube do Minho Automóvel (CAM). Der Club organisiert unter anderem das populäre Bergrennen von Falperra. Daneben veranstaltet man auch Rallye- und Kart-Veranstaltungen, was schließlich zur Entstehung der Rennstrecke führte.
Anfang der 1990er Jahre wurde mit dem Bau einer neuen, für WM-Läufe geeigneten Kart-Anlage nach internationalem Standard begonnen. Kaum hatten die Bauarbeiten begonnen, ergab sich die Gelegenheit, die Pläne zu erweitern und neben der Kartanlage auch eine komplette Rennstrecke einzurichten. Die neue Rennstrecke (damals erst die zweite im Lande) sollte um den Flugplatz Braga-Palmeira errichtet werden.
Der Bau des 450 Millionen Escudo teuren Projekts wurde im Sommer 2003 abgeschlossen und die Strecke wurde nach dem portugiesischen Rennfahrers Vasco Sameiro benannt. Eine offizielle Eröffnungsfeier fand am 8. Juli statt, und das erste Rennen wurde am 26. und 27. August ausgetragen.

## Streckenbeschreibung
Die Rennstrecke verläuft entgegen dem Uhrzeigersinn und ist 3,02 km lang.
Nördlich der Strecke befindet sich die 1,286 km lange Kartbahn.

## Veranstaltungen
Auf der Kart-Rennstrecke wurden 2000 und 2005 Kart-Weltmeisterschaftsläufe veranstaltet. Die Auto-Rennstrecke wird hauptsächlich für den portugiesischen Motorsport eingesetzt. Im Oktober 2009 wurde auf der Strecke mit dem 5. Lauf des European Touring Car Cup erstmals eine internationale Motorsport-Veranstaltung veranstaltet.